# Commanderie de La Norville
La commanderie de La Norville reçoit, en 1175, de Robert d'Arpenty des terres au prieuré hospitalier de Saint-Jean de Latran des Hospitaliers de l'ordre de Saint-Jean de Jérusalem. Frère Gérard, gardien et économe de la commanderie, accepte la donation.

## Sources
- Eugène Mannier, Ordre de Malte : Les commanderies du grand-prieuré de France d'après les documents inédits conservés aux Archives nationales à Paris, Aubry & Dumoulin, 1872, 808 p.